# Jasão de Cirene
Jasão de Cirene foi um historiador judeu helenista que viveu por volta do ano 100 a.C. Escreveu uma história da revolta dos Macabeus em cinco livros, dos quais o autor de II Macabeus tomou seus dados (II Macabeus II, 23), sendo este livro praticamente um resumo (έπιτομή; ib. II. 26-28) da obra de Jasão. O próprio autor de II Macabeus faz uma pequena avaliação da obra de Jasão, na qual ele indica o valor moral de lê-lo.